# Jacek Sulowski
Jacek Sulowski (ur. 15 marca 1979) – polski koszykarz grający na pozycji rzucającego obrońcy.

## Przebieg kariery
- 1996-1997: Unia Tarnów
- 1997-2000: Wisła Kraków
- 2000-2001: Bobry Bytom
- 2001-2002: Wisła Kraków
- 2002-2002: Azoty Unia Tarnów
- 2002-2005: Wisła Kraków
- 2005-2005: Unia Tarnów
- 2005-2006: Polonia Warszawa
- 2006-2007: Sokołów Znicz Jarosław
- 2007-2007: Atlas Ostrów Wielkopolski
- 2007-2008: Politechnika Poznań
- 2008-2009: Polpharma Starogard Gdański
- 2009-2010: Czarni Słupsk
- 2010-2011: Sportino Inowrocław
- 2011-2012: PBG Basket Poznań
- 2012-2013: Wisła Kraków
- od 2015: MUKS 1811 Unia Tarnów